# Clydesdale Colts
I Clydesdale Colts sono stati una squadra di football americano di Carluke, in Gran Bretagna. Fondati nel 1986, hanno vinto un Britbowl e sono tuttora l'unica squadra scozzese ad aver vinto un titolo nazionale britannico. Hanno chiuso nel 1995.

## Dettaglio stagioni

### Tornei

#### Tornei nazionali

##### Campionato

###### Budweiser League First Division
| Stagione | regular season | regular season | regular season | regular season | regular season | regular season | playoff | playoff | playoff | playoff | playoff | playoff    | playoff       |
|          | Vin            | Par            | Per            | Tot            | PF             | PS             | Vin     | Per     | Tot     | PF      | PS      | risultato  | avversaria    |
| -------- | -------------- | -------------- | -------------- | -------------- | -------------- | -------------- | ------- | ------- | ------- | ------- | ------- | ---------- | ------------- |
| 1987     | 8              | 0              | 0              | 8              | 223            | 84             | 1       | 1       | 2       | 26      | 26      | Semifinale | Ealing Eagles |
| Totale   | 8              | 0              | 0              | 8              | 223            | 84             | 1       | 1       | 2       | 26      | 26      |            |               |

Fonti: Enciclopedia del Football - A cura di Roberto Mezzetti

#### Tornei locali

##### SGA
| Stagione | regular season | regular season | regular season | regular season | regular season | regular season | playoff | playoff | playoff | playoff | playoff | playoff   | playoff    |
|          | Vin            | Par            | Per            | Tot            | PF             | PS             | Vin     | Per     | Tot     | PF      | PS      | risultato | avversaria |
| -------- | -------------- | -------------- | -------------- | -------------- | -------------- | -------------- | ------- | ------- | ------- | ------- | ------- | --------- | ---------- |
| 1995     | 4              | 0              | 4              | 8              | 142            | 223            | -       | -       | -       | -       | -       | -         | -          |
| Totale   | 4              | 0              | 4              | 8              | 142            | 223            | -       | -       | -       | -       | -       |           |            |

Fonti: Enciclopedia del Football - A cura di Roberto Mezzetti

### Riepilogo fasi finali disputate
| Anno           | Luogo | Evento                          | Fase del torneo | Incontro                         | Risultato |
| 30 agosto 1987 |       | Budweiser League First Division | Semifinale      | Clydesdale Colts - Ealing Eagles | 6 - 7     |

## Palmarès
- 1 Britbowl (1992)